# DOUBLE ENCORE
『DOUBLE ENCORE』（ダブル・アンコール）は、福山雅治の50歳の誕生日を記念して2019年2月6日に発売されたライブ・アルバム。制作はアミューズ、発売・販売元はユニバーサルミュージック。

## 解説
福山雅治の50歳の誕生日にリリースされた今作は、2018年に行ったライブのダブルアンコールで披露したギター弾き語り音源31曲とMCが収録される。福山曰く「『弾き語り』という、アコースティックギターを始めた人が最初にやり始める、一番素朴で、かつ一番誤魔化しの効かない演奏形態。そしてライブという"その時にしか生まれ得ない感情の記録。」
発売形態は、初回限定盤（Blu-ray）・初回限定盤（DVD）・通常盤の3タイプで発売され、初回限定盤の特典Blu-ray・DVDには、2017年12月31日に開催された『福山☆冬の大感謝祭 其の十七』よりカウントダウン公演のライブ映像が全編収録された。

## 収録曲

### Disc 1
1. 道標
2018年1月24日に大阪城ホールで行われた『WE’RE BROS. TOUR 2018』からのライブ音源。
2. 最愛
2018年1月25日に大阪城ホールで行われた『WE’RE BROS. TOUR 2018』からのライブ音源。
3. 泣いたりしないで
2018年1月27日に大阪城ホールで行われた『WE’RE BROS. TOUR 2018』からのライブ音源。
4. 18 〜eighteen〜
2018年1月28日に大阪城ホールで行われた『WE’RE BROS. TOUR 2018』からのライブ音源。
5. 東京にもあったんだ
2018年2月10日に宮城セキスイハイムスーパーアリーナで行われた『WE’RE BROS. TOUR 2018』からのライブ音源。
6. Good night
2018年2月11日に宮城セキスイハイムスーパーアリーナで行われた『WE’RE BROS. TOUR 2018』からのライブ音源。
7. 道標
2018年2月24日に朱鷺メッセ 新潟コンベンションセンターで行われた『WE’RE BROS. TOUR 2018』からのライブ音源。
8. Dear
2018年2月25日に朱鷺メッセ 新潟コンベンションセンターで行われた『WE’RE BROS. TOUR 2018』からのライブ音源。

### Disc 2
1. 雨のメインストリート
2018年3月5日に日本武道館で行われた『WE’RE BROS. TOUR 2018』からのライブ音源。
2. 7月7日
2018年3月6日に日本武道館で行われた『WE’RE BROS. TOUR 2018』からのライブ音源。
3. Good night
2018年3月14日に愛知 日本ガイシホールで行われた『WE’RE BROS. TOUR 2018』からのライブ音源。
4. 美しき花
2018年3月15日に愛知 日本ガイシホールで行われた『WE’RE BROS. TOUR 2018』からのライブ音源。
5. 暁
2018年3月24日に静岡エコパアリーナで行われた『WE’RE BROS. TOUR 2018』からのライブ音源。
6. 遠くへ
2018年3月25日に静岡エコパアリーナで行われた『WE’RE BROS. TOUR 2018』からのライブ音源。
7. IT'S ONLY LOVE
2018年3月30日に三重県営サンアリーナで行われた『WE’RE BROS. TOUR 2018』からのライブ音源。
8. 誕生日には真白な百合を
2018年3月31日に三重県営サンアリーナで行われた『WE’RE BROS. TOUR 2018』からのライブ音源。

### Disc 3
1. はつ恋
2018年4月7日に北海道立総合体育センター 北海きたえーるで行われた『WE’RE BROS. TOUR 2018』からのライブ音源。
2. you
2018年4月8日に北海道立総合体育センター 北海きたえーるで行われた『WE’RE BROS. TOUR 2018』からのライブ音源。
3. ふたつの鼓動
2018年4月14日にアスティとくしまで行われた『WE’RE BROS. TOUR 2018』からのライブ音源。
4. みつめていたい
2018年4月15日にアスティとくしまで行われた『WE’RE BROS. TOUR 2018』からのライブ音源。
5. 群青 〜ultramarine〜
2018年4月21日に広島グリーンアリーナで行われた『WE’RE BROS. TOUR 2018』からのライブ音源。
6. ながれ星
2018年4月22日に広島グリーンアリーナで行われた『WE’RE BROS. TOUR 2018』からのライブ音源。
7. 蛍
2018年4月26日にマリンメッセ福岡で行われた『WE’RE BROS. TOUR 2018』からのライブ音源。
8. ひまわり
2018年4月27日にマリンメッセ福岡で行われた『WE’RE BROS. TOUR 2018』からのライブ音源。

### Disc 4
1. 昭和やったね
2018年4月29日にマリンメッセ福岡で行われた『WE’RE BROS. TOUR 2018』からのライブ音源。
2. 蜜柑色の夏休み
2018年4月30日にマリンメッセ福岡で行われた『WE’RE BROS. TOUR 2018』からのライブ音源。
3. Squall
2018年5月19日に京セラドーム大阪で行われた『DOME LIVE 2018 -暗闇の中で飛べ-』からのライブ音源。
4. Heart
2018年5月20日に京セラドーム大阪で行われた『DOME LIVE 2018 -暗闇の中で飛べ-』からのライブ音源。
5. 明日の☆SHOW
2018年5月26日に東京ドームで行われた『DOME LIVE 2018 -暗闇の中で飛べ-』からのライブ音源。
6. 少年
2018年5月27日に東京ドームで行われた『DOME LIVE 2018 -暗闇の中で飛べ-』からのライブ音源。
7. Dear
2018年7月21日に舞浜アンフィシアターで行われたファンクラブ限定イベント『お前と密会 2018』からのライブ音源。

### 初回限定盤 (Blu-ray・DVD)
「福山☆冬の大感謝祭 其の十七」
Opening
ステージの魔物
Prelude
HUMAN
想 -new love new world-
言い出せなくて…
jazzとHepburnと君と
蛍
アクセス
この国を
Dear
漂流せよ
暗闇の中で飛べ
Humbucker vs. Single-Coil
fighting pose
Get the groove
聖域
MELODY
明日の☆SHOW
トモエ学園
All My Loving
I am a HERO
追憶の雨の中
何度でも花が咲くように私を生きよう
milk tea
Ending